# Tonči Stipanović
Tonči Stipanović (* 13. Juni 1986 in Split) ist ein kroatischer Segler.

## Erfolge
Tonči Stipanović nahm an den Olympischen Sommerspielen 2012 in London und 2016 in Rio de Janeiro in der Bootsklasse Laser teil. 2012 verpasste er mit 77 Punkten als Vierter noch knapp einen Medaillengewinn, ehe er 2016 mit 75 Punkten den zweiten Platz hinter Tom Burton und vor Sam Meech belegte und damit die Silbermedaille gewann. Eine weitere Silbermedaille im Laser gewann er bei den Olympischen Spielen 2020 in Tokio. Von 2011 bis 2015 wurde er fünfmal Europameister im Laser, 2012 gewann er bei den Weltmeisterschaften in Boltenhagen in dieser Bootsklasse die Silbermedaille. 2020 folgte der Gewinn der Bronzemedaille in Melbourne.